# Campeonato Mundial de Ginástica Acrobática de 1995
O 12º Campeonato Mundial de Ginástica Acrobática foi organizado pela Federação Internacional de Ginástica nos dias 9 a 12 de novembro de 1995, em Breslávia, na Polónia. Foram disputados 21 eventos nas categorias feminino, masculino e misto.

## Resultados

### Saltos acrobáticos masculinos
Os resultados finais foram os seguintes.
Geral
| Posição           | Ginasta        | Nacionalidade | Pontos |
| ----------------- | -------------- | ------------- | ------ |
| Medalha de ouro   | V. Ignatenkov  | Rússia        |        |
| Medalha de ouro   | A. Kryzanovski | Rússia        |        |
| Medalha de bronze | G. Dushenko    | Ucrânia       |        |

Primeiro exercício
| Posição           | Ginasta        | Nacionalidade | Pontos |
| ----------------- | -------------- | ------------- | ------ |
| Medalha de ouro   | A. Kryzanovski | Rússia        |        |
| Medalha de prata  | G. Dushenko    | Ucrânia       |        |
| Medalha de bronze | A. Kossaourov  | Cazaquistão   |        |

Segundo exercício
| Posição           | Ginasta        | Nacionalidade | Pontos |
| ----------------- | -------------- | ------------- | ------ |
| Medalha de ouro   | V. Ignatenkov  | Rússia        |        |
| Medalha de ouro   | Bo Chen        | China         |        |
| Medalha de bronze | A. Sienkiewicz | Polónia       |        |

### Pares masculinos
Os resultados finais foram os seguintes.
Geral
| Posição           | Equipe              | Nacionalidade | Pontos |
| ----------------- | ------------------- | ------------- | ------ |
| Medalha de ouro   | Renjie Li, Min Song | China         |        |
| Medalha de prata  | Berezoni, Ilienko   | Rússia        |        |
| Medalha de bronze | Nychyporuk, Rudenko | Ucrânia       |        |

Primeiro exercício
| Posição           | Equipe              | Nacionalidade | Pontos |
| ----------------- | ------------------- | ------------- | ------ |
| Medalha de ouro   | Renjie Li, Min Song | China         |        |
| Medalha de prata  | Berezoni, Ilienko   | Rússia        |        |
| Medalha de bronze | Nychyporuk, Rudenko | Ucrânia       |        |

Segundo exercício
| Posição          | Equipe              | Nacionalidade | Pontos |
| ---------------- | ------------------- | ------------- | ------ |
| Medalha de ouro  | Renjie Li, Min Song | China         |        |
| Medalha de prata | Marinov, Nikolov    | Bulgária      |        |
| Medalha de prata | Nychyporuk, Rudenko | Ucrânia       |        |

### Grupo masculino
Os resultados finais foram os seguintes.
Geral
| Posição           | Equipe                            | Nacionalidade | Pontos |
| ----------------- | --------------------------------- | ------------- | ------ |
| Medalha de ouro   | Hu, Sheng, Weihuan, Zianfeng      | China         |        |
| Medalha de prata  | Gutszmit, Gutszmit, Pas, Zywiol   | Polónia       |        |
| Medalha de bronze | Ivanov, Progov, Maorov, Vlasov    | Rússia        |        |
| Medalha de bronze | Varbanov, Mihov, Ivanov, Nikolaev | Bulgária      |        |

Primeiro exercício
| Posição           | Equipe                                   | Nacionalidade | Pontos |
| ----------------- | ---------------------------------------- | ------------- | ------ |
| Medalha de ouro   | Hu, Sheng, Weihuan, Zianfeng             | China         |        |
| Medalha de prata  | GutsBain, Pavlov, Zaveryukha, Vilkovskiy | Ucrânia       |        |
| Medalha de bronze | Gutszmit, Gutszmit, Pas, Zywiol          | Polónia       |        |

Segundo exercício
| Posição           | Equipe                            | Nacionalidade | Pontos |
| ----------------- | --------------------------------- | ------------- | ------ |
| Medalha de ouro   | Hu, Sheng, Weihuan, Zianfeng      | China         |        |
| Medalha de prata  | Gutszmit, Gutszmit, Pas, Zywiol   | Polónia       |        |
| Medalha de bronze | Varbanov, Mihov, Ivanov, Nikolaev | Bulgária      |        |

### Saltos acrobáticos femininos
Os resultados finais foram os seguintes.
Geral
| Posição           | Ginasta     | Nacionalidade | Pontos |
| ----------------- | ----------- | ------------- | ------ |
| Medalha de ouro   | T. Panivan  | Rússia        |        |
| Medalha de prata  | I. Garina   | Rússia        |        |
| Medalha de bronze | T. Morozova | Bielorrússia  |        |

Primeiro exercício
| Posição           | Ginasta        | Nacionalidade | Pontos |
| ----------------- | -------------- | ------------- | ------ |
| Medalha de ouro   | I. Garina      | Rússia        |        |
| Medalha de prata  | C. Robert      | França        |        |
| Medalha de bronze | O. Tchabanenko | Ucrânia       |        |

Segundo exercício
| Posição          | Ginasta        | Nacionalidade | Pontos |
| ---------------- | -------------- | ------------- | ------ |
| Medalha de ouro  | T. Paniivan    | Rússia        |        |
| Medalha de prata | Zhu Huan       | China         |        |
| Medalha de prata | O. Tchabanenko | Ucrânia       |        |

### Pares femininos
Os resultados finais foram os seguintes.
Geral
| Posição           | Equipe                  | Nacionalidade | Pontos |
| ----------------- | ----------------------- | ------------- | ------ |
| Medalha de ouro   | Fjolek, Sakowska        | Polónia       |        |
| Medalha de prata  | Bakhvalova, Kottis      | Rússia        |        |
| Medalha de bronze | Antipova, Redkovolosova | Ucrânia       |        |

Primeiro exercício
| Posição          | Equipe                  | Nacionalidade | Pontos |
| ---------------- | ----------------------- | ------------- | ------ |
| Medalha de ouro  | Bakhvalova, Kottis      | Rússia        |        |
| Medalha de prata | Antipova, Redkovolosova | Ucrânia       |        |
| Medalha de prata | Fjolek, Sakowska        | Polónia       |        |

Segundo exercício
| Posição           | Equipe                  | Nacionalidade | Pontos |
| ----------------- | ----------------------- | ------------- | ------ |
| Medalha de ouro   | Fjolek, Sakowska        | Polónia       |        |
| Medalha de prata  | Bakhvalova, Kottis      | Rússia        |        |
| Medalha de bronze | Antipova, Redkovolosova | Ucrânia       |        |
| Medalha de bronze | Mei, Haigiong           | China         |        |

### Grupo feminino
Os resultados finais foram os seguintes.
Geral
| Posição           | Equipe                          | Nacionalidade | Pontos |
| ----------------- | ------------------------------- | ------------- | ------ |
| Medalha de ouro   | Dan, Xu, Xiaoi                  | China         |        |
| Medalha de prata  | Eremina, Mironiviz, Senchikhina | Ucrânia       |        |
| Medalha de bronze | Kowalczyk, Sztarbala, Zarychta  | Polónia       |        |

Primeiro exercício
| Posição           | Equipe                          | Nacionalidade | Pontos |
| ----------------- | ------------------------------- | ------------- | ------ |
| Medalha de ouro   | Souvorova, Sviridova, Kouchou   | Rússia        |        |
| Medalha de ouro   | Eremina, Mironiviz, Senchikhina | Ucrânia       |        |
| Medalha de bronze | Kowalczyk, Sztarbala, Zarychta  | Polónia       |        |

Segundo exercício
| Posição           | Equipe                          | Nacionalidade | Pontos |
| ----------------- | ------------------------------- | ------------- | ------ |
| Medalha de ouro   | Souvorova, Sviridova, Kouchou   | Rússia        |        |
| Medalha de prata  | Dan, Xu, Xiaoi                  | China         |        |
| Medalha de bronze | Eremina, Mironiviz, Senchikhina | Ucrânia       |        |

### Pares mistos
Os resultados finais foram os seguintes.
Geral
| Posição           | Equipe             | Nacionalidade | Pontos |
| ----------------- | ------------------ | ------------- | ------ |
| Medalha de ouro   | Katzov, Todorova   | Bulgária      |        |
| Medalha de prata  | Griffiths, Crocker | Grã-Bretanha  |        |
| Medalha de bronze | Tia, Guan          | China         |        |

Primeiro exercício
| Posição           | Equipe            | Nacionalidade | Pontos |
| ----------------- | ----------------- | ------------- | ------ |
| Medalha de ouro   | Katzov, Todorova  | Bulgária      |        |
| Medalha de prata  | Tia, Guan         | China         |        |
| Medalha de bronze | Iatsenko, Kniazev | Rússia        |        |

Segundo exercício
| Posição           | Equipe             | Nacionalidade | Pontos |
| ----------------- | ------------------ | ------------- | ------ |
| Medalha de ouro   | Katzov, Todorova   | Bulgária      |        |
| Medalha de prata  | Griffiths, Crocker | Grã-Bretanha  |        |
| Medalha de bronze | Tia, Guan          | China         |        |